# Griselda Blanco
Artikeln följer den spanska namnseden; faderns efternamn är Blanco och moderns efternamn Restrepo.
Ana Griselda Blanco Restrepo, även känd bland annat som La madrina; La viuda negra och La reina de la cocaína (svenska: Gudmodern; den svarta änkan och Kokainets drottning), född 15 februari 1943 i Cartagena, död 3 september 2012 i Medellín, var en colombiansk narkotikasmugglare.

## Biografi
Blanco var en viktig medlem i Pablo Escobars drogsyndikat Medellínkartellen på 1970- och 1980-talen. Hon var stationerad i USA; först i Queens i New York, sen i Miami i Florida och slutligen Irvine i Kalifornien.
I Irvine blev hon i februari 1985 arresterad av den amerikanska federala narkotikapolisen Drug Enforcement Administration (DEA) och anklagades att tagit emot månadsvis mer än 1,5 ton (3 400 pund) kokain till värde av 80 miljoner amerikanska dollar. Hon var också en av orsakerna till det blodiga drogkriget i södra Florida, främst i Miami, som skördade många dödsoffer på grund stridigheter mellan de konkurrerande smugglingsorganisationerna. Blanco dömdes 1985 till 15 års fängelse för narkotikasmuggling. Hon avtjänade dock bara 13 år på federalt fängelse innan hon blev överförd till Florida.
År 1998 dömdes hon igen, den här gången för anstiftan till tre mord efter att hennes främsta torped Jorge Ayala gick med på att vittna mot henne. Rent tekniskt beordrade hon två mord, men det tredje mordoffret var en tvåårig pojke som färdades i samma bil som sin far som var en måltavla. Bilen blev beskjuten och sonen råkade bli träffad och avled medan fadern överlevde attacken. Det var tänkt att Blanco skulle dömas till döden men det briserade en skandal när det kom fram att Ayala hade haft telefonsex och tvivelaktiga pengatransaktioner med flera sekreterare vid Miami-Dades åklagarmyndighet. Åklagare från Orlando tog över och slöt en överenskommelse med Blancos representanter, där hon erkände brotten mot att avtjäna tre fängelsestraff på 20 år samtidigt. 2004 blev hon släppt från delstatligt fängelse eftersom Florida, när morden begicks, hade en regel att fångar normalt bara satt en tredjedel av fängelsestraffen. Blanco blev omgående deporterad tillbaka till Colombia.
På natten den 3 september 2012 sköts hon till döds av okända gärningsmän på motorcykel när hon besökte en slaktare i Medellín. Hon träffades av två skott, båda i huvudet och avled omedelbart i en ålder av 69 år.
Det har rapporterats om att hon hade en uppskattad förmögenhet på omkring två miljarder dollar men DEA har dock uppskattat den till mer än en halv miljard dollar.

## I populärkultur
Griselda Blancos liv skildras i TV-serien Griselda (2024).